# Boseong-gun
Boseong-gun är en landskommun (gun)  i den sydkoreanska provinsen Södra Jeolla. Vid slutet av 2020 hade kommunen 40 891 invånare.
Administrativt är den indelad i två köpingar (eup) och tio socknar (myeon): 
Beolgyo-eup,
Bongnae-myeon,
Boseong-eup,
Deungnyang-myeon,
Gyeombaek-myeon,
Hoecheon-myeon,
Joseong-myeon,
Miryeok-myeon,
Mundeok-myeon,
Nodong-myeon,
Ungchi-myeon och
Yureo-myeon.